# Istoria chimiei

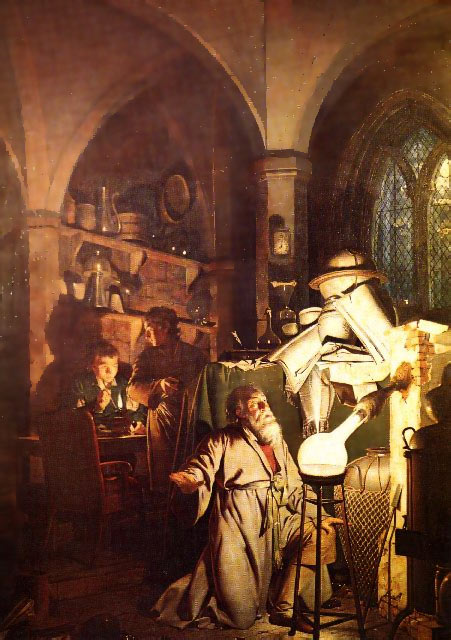
Alchimistul căutând piatra filozofală, pictură de Joseph Wright of Derby ilustrând de fapt descoperirea fosforului de către Hennig Brandt

Istoria chimiei începe încă din antichitate, când omul primitiv începe să transforme mediul înconjurător pentru îmbunătățirea condițiilor de viață și continuă și în zilele noastre, când sunt descoperite o multitudine de noi materiale, necesare în toate domeniile de activitate.

## Antichitate
Încă din cele mai vechi timpuri, oamenii au început să studieze proprietățile fizice și chimice ale corpurilor din natură.
Utilizarea focului a stat la baza apariției primelor noțiuni ale practicii chimice.
Pregătirea hranei, olăritul, prelucrarea minereurilor și a metalelor rezultate, toate acestea l-au făcut pe om să observe cum substanțele se transformă rezultând altele noi, cu alte proprietăți.

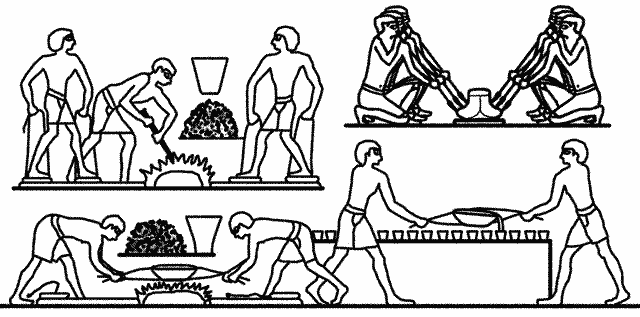
Vechii egipteni erau buni cunoscători ai procedeelor metalurgice

### Egiptul antic
Meșteșugarii egipteni erau renumiți nu numai în modul de îmbălsămare a morților, ci și în extragerea metalelor din minereuri, obținerea de aliaje precum bronzul, fabricarea sticlei, în realizarea diverselor combinații chimice și pigmenți pentru cosmetice și picturi, fermentarea berii și a vinului și leacuri pentru diverse boli.

### Mesopotamia
Mesopotamia fiind săracă în minereuri, piatră de construcție și lemn, ca materii prime pentru construcții și făurirea obiectelor casnice meșteșugarii utilizau
argila și trestia.
În construcții, pe lângă cărămizile din argilă arse la soare, s-a utilizat, pentru prima dată în istorie, bitumul ca liant pentru fixarea acestora între ele.
De asemenea, utilizarea ceramicii smălțuite multicolore dovedește măiestria atinsă în tehnica construcțiilor mesopotamiene.

### Fenicia
Ca și cei egipteni, meșteșugarii fenicieni erau neîntrecuți în fabricarea sticlei.
Aceștia au fost primii care au extras purpura din corpul moluștei Murex purpureus și au utilizat-o în colorarea vestimentației.

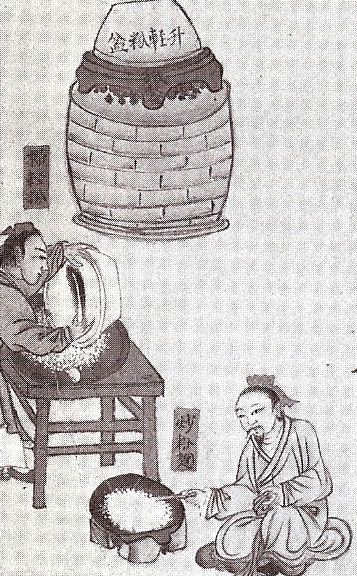
Sublimarea clorurii de mercur, gravură din perioada dinastiei Ming

### China antică
Meșteșugarii chinezi preparau bronzul încă din secolul al X-lea î.Hr. și au început să extragă zincul încă din secolul I î.Hr.
Chinezii practicau metalurgia fierului din secolul al IV-lea î.Hr., iar din secolul al X-lea î.Hr., olarii prelucrau argila albă, preparând pentru prima dată porțelanul.
Chinezii introduc procedeul de fabricare a hârtiei din mătase (încă din timpul dinastiei Shang deci acum circa 15 secole) și apoi din scoarța unor arbori, material textil, cânepă (inventatorul Cai Lun, în anul 105).
Chinezii, pe lângă porțelan și hârtie, au inventat și praful de pușcă, care era deja utilizat încă din primul secol d.Hr.
În ceea ce privește alcătuirea materială a lumii, filozofia chineză considera că la baza universului se află cinci substanțe primordiale (apă, pământ, lemn, foc, metal), aflate sub acțiunea a două forțe antagoniste: Yin și Yang.

### Grecia antică
Teofrast a descris acțiunea oțetului asupra metalelor, producând pigmenți utili în artă, incluzând plumbul alb (carbonat de plumb sau ceruzită) și verdele de Grecia.
Filozofii materialiști din Grecia antică ajung la mai multe ipoteze: ipoteza unității materiei, ipoteza diversității materiei și concepția atomistă.

#### Ipoteza unității materiei
Conform acestei ipoteze, în alcătuirea lucrurilor din natură ar intra o singură substanță sau numai câteva, numită și primordiale.
Aceasta ar fi apa la Thales din Milet, aerul la Anaximene, focul la Heraclit și pământul la Xenofan.

#### Ipoteza diversității materiei
Alți filozofi materialiști în frunte cu Anaxagora și influențați de filozofia indiană, au susținut că lucrurile din natură ar fi alcătuite din particule materiale invariabile, dar divizibile la infinit, un fel de semințe ale lucrurilor.
Aceste particule au fost denumite de Aristotel homeomeri, iar deosebirile dintre lucruri se datorau numai proporțiilor diferite în care astfel de particule intrau în componența lucrurilor.
Empedocle (c. 490 î.Hr. – c. 430 î.Hr.) încearcă să explice diveristatea materiei identificând 4 elemente ca substanțe primordiale imuabile, eterne, necreate și indestructibile: focul, apa, pământul și aerul.
Aristotel ia în considerare și două perechi de calități complementare: cald - rece și umed - uscat și asociază combinația a câte două din acestea celor patru elemente astfel:
- pământ: rece și uscat
- apă: rece și umed
- aer: cald și umed
- foc: cald și uscat.

#### Teoria atomistă

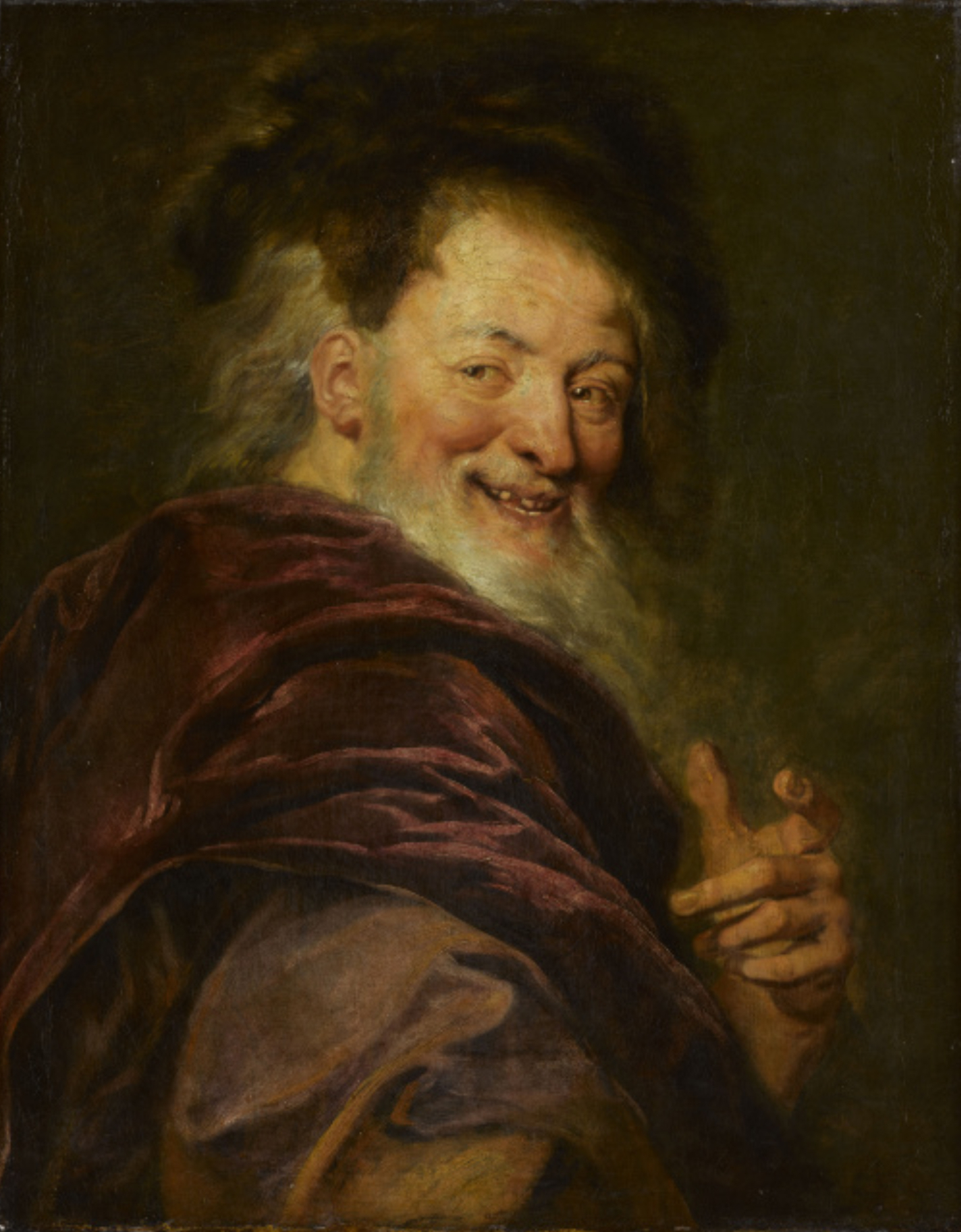
Democrit, un filozof cu idei vizionare, progresiste, părintele teoriei atomice

Concepția atomistă era reprezentată inițial de Leucip și de discipolul acestuia, Democrit.
Acesta considera atomii ca niște particule necreate, indestructibile și imuabile, care se mișcă continuu în vid.
Atomismul grec era continuat de Epicur care susținea că mișcarea atomilor nu are nici început, nici sfârșit, cauza acesteia aflându-se în ei înșiși.
Mai târziu, poetul latin Lucrețiu reușește să transpună în versuri, în De natura rerum ("Despre natura lucrurilor"), concepția atomistă a înaintașilor săi.
Deși este predecesorul tuturor teoriilor atomiste moderne, atomismul Greciei antice nu poate fi considerat o teorie științifică.
Era doar o pură speculație filozofică, mai ales că nivelul redus al științei și tehnicii acelei epoci nu permiteau verificarea ei experimentală.
De altfel, chimistul suedez Svante Arrhenius (1859 - 1927) scria:

"Cei vechi aveau o mare antipatie pentru experimentare, care reprezenta o îndeletnicire a sclavilor, nevrednică de un om liber. Întrucât considerațiile filozofice erau foarte prețuite, această situație era foarte favorabilă înfloririi ipotezelor și puțin favorabilă dezvoltării sănătoase a teoriilor."

## Alchimia

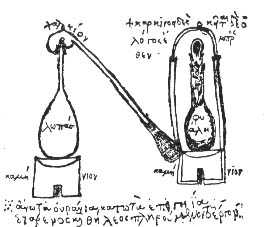
Instalație de distilare concepută de Zosimos din Panopolis

Apărută încă din antichitate, alchimia cunoaște o dezvoltare deosebită în Evul Mediu, când tot mai mulți credeau că este posibilă transformarea metalelor uzuale în aur, cu condiția utilizării unei substanțe cu puteri magice.

### Perioada elenistică
În Alexandria, care devenise un focar al civilizației elenistice, în afară de celebra Bibliotecă, existau și laboratoare, iar unul dintre primii alchimiști poate fi considerat Zosimos din Panopolis care a trăit în jurul anului 300 d.Hr.
Hypatia din Alexandria a inventat un instrument pentru măsurarea densității apei, un fel de precursor al hidrometrului.

### Alchimia islamică

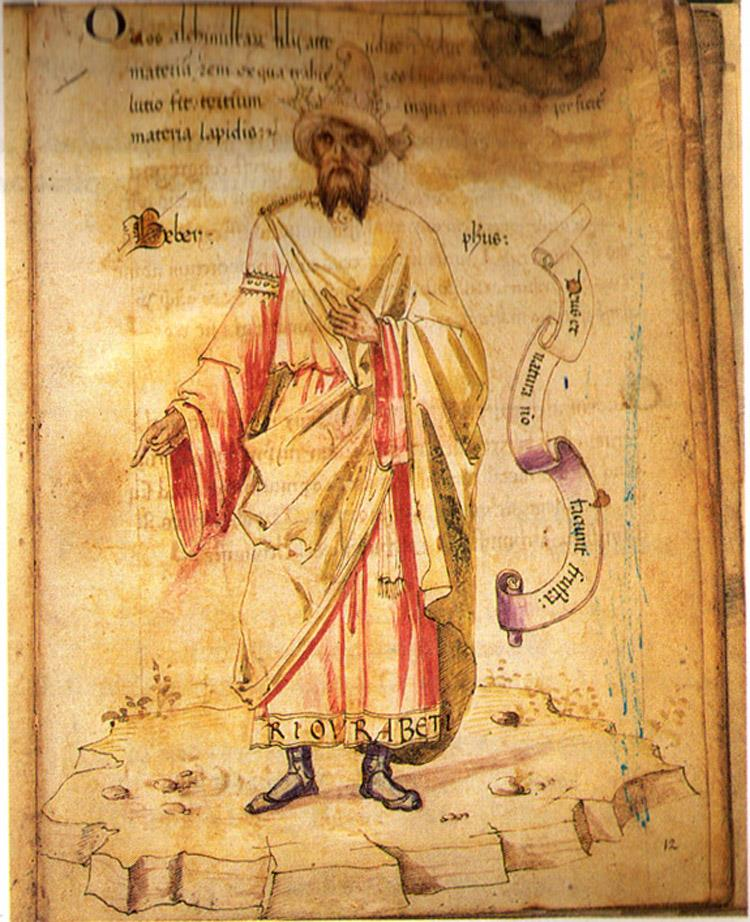
Jabir ibn Hayyan, un adevărat fondator al chimiei. A descoperit și sintetizat o serie de substanțe ca: alcoolul, acidul clorhidric, acidul azotic, acidul sulfuric.

După ocuparea Egiptului, arabii traduc lucrările salvate de la incendiul care a distrus Biblioteca din Alexandria.
Alchimiștii, în frunte cu Jabir ibn Hayyan (Geber) (c. 721- c. 815) desfășoară o intensă activitate științifică.
Sunt puse la punct procedee de purificare a substanțelor (filtrarea, sublimarea, cristalizarea fracționată) și metode de preparare a unor substanțe ca: acid sulfuric, acid azotic, clorură de amoniu, acetat de plumb, amalgamele de cupru, zinc și plumb, precum și apa regală.
Cei mai cunoscuți urmași ai lui Geber au fost: persanul Abu Bakr Muhammad ibn Zakariya al-Razi (Rhazes) (865 - 925) și tadjicul Abū ‘Alī al-Husayn ibn ‘Abd Allāh ibn Sīnā (Avicenna) (980 - 1037).
Rhazes, medic la spitalul din Baghdad, și-a amenajat un laborator bine utilat, unde, pe lângă studiul efectelor substanțelor terapeutice, a lucrat intens pentru descoperirea pietrei filozofale, descoperind astfel numeroase substanțe.
Acestea, precum și alte rezultate ale cercetărilor sale, sunt descrise în lucrarea sa Marea culegere în 12 volume.
Avicenna a fost unul dintre primii alchimiști care și-a dat seama că deosebirile dintre metale sunt mult mai profunde și că niciunul din metalele uzuale nu pot fi transformate în aur (care era unul din dezideratele alchimiștilor) doar printr-o simplă colorare cu vreo substanță miraculoasă.
Lucrările sale, Cartea vindecării, Cartea cunoștinței și Canonul medicinei au servit ca material de referință pentru universitățile europene timp de aproape șase secole.
Prin descrierea metodelor de preparare a substanțelor, aceste lucrări pot fi considerate ca adevărate precursoare ale iatrochimiei de mai târziu.

### Europa medievală

Cele patru elemente clasice

În evul mediu, în apusul Europei existau mii de alchimiști.
Mulți dintre ei erau adevărați șarlatani, care profitau de naivitatea oamenilor și compromiteau știința transformării substanțelor, făcând din aceasta doar un mijloc comod de existență.
Unul dintre cei mai de seamă alchimiști ai acestei perioade a fost Albertus Magnus (1195 - 1280).
Acesta reușește să extragă arsenul și azotatul de argint și i se atribuie una din primele descrieri ale acidului sulfuric.
Dintre numeroasele sale lucrări științifice, cea mai valoroasă a fost De alchimia (Despre alchimie).
Aici sunt descrise proprietățile magice ale diverselor minerale și pietre prețioase.
Prin lucrările sale, Opus majus, Opus minus și Opus tertium, marele învățat englez Roger Bacon (1214 - 1294) a combătut dogmatismul religiei și filozofia scolastică.
Susținând că preceptul "crede și nu cerceta" reprezintă o piedică în calea progresului, Bacon a considerat că la baza științei trebuie să fie: observația, experimentul și matematica.
A menționat în scrierile sale existența unor substanțe chimice complexe cum ar fi praful de pușcă și a dovedit, pe cale experimentală, că arderea nu poate avea loc în absența aerului.
Însă în secolele XI-XIII, cercetătorii și filozofii scolastici acordau atenție concepțiilor teologice și nu faptelor experimentale, astfel că acest lucru a rămas neobservat, fiind doar un fapt izolat în domeniul chimei experimentale.
Deși nu și-a îndeplinit dezideratele (transformarea metalelor în aur și obținerea tinereții veșnice), alchimia a pregătit terenul pentru chimia științifică de mai târziu.
Prin acumularea unui uriaș material de date experimentale și prin dotarea laboratoarelor cu dispozitivele necesare, alchimiștii au fost deschizători de drumuri în organizarea sistematică a cercetării științifice de mai târziu, care va debuta în perioada Renașterii.

## Iatrochimia
Această perioadă de circa două secole, a început în jurul lui 1500 și se caracterizează prin deplasarea interesului alchimiștilor de la tema transformării metalelor în aur la cea a preparării medicamentelor, în contextul în care Europa fusese străbătută de Moartea neagră la sfârșitul secolului al XIV-lea, urmată un secol mai târziu de un violent val de sifilis, adus probabil din Lumea Nouă.
Cel mai cunoscut reprezentat al acestei perioade a fost Theophrastus Bombastus von Hohenheim (Paracelsus) (1495 - 1541).
Acesta a perfecționat aparatul de distilare, a preparat hidrogenul din oțet și din pilitură de fier și eterul etilic din etanol și din vitriol.
Combătând teoria umorală a lui Galenus, Paracelsus consideră că starea de boală se datorează insuficienței sau lipsei unuia dintre principiile alchimiste sare, mercur sau sulf și că medicul ar trebui să refacă echilibrul prin aportul medicamentelor.
La prepararea acestora, Paracelsus a utilizat și unii compuși anorganici pe bază de cupru, mercur, plumb, arsen, stibiu, sulf sau fier.
Învățatul german Georg Bauer (supranumit și Agricola) (1494 - 1555), în lucrarea sa De re metallica ("Despre prelucrarea metalelor", apărută în 1556), a clasificat minereurile și a descris mineritul și tehnologia proceselor metalurgice, motiv pentru care este considerat întemeietorul mineralogiei.
Contribuții semnificative în domeniul metalurgiei sunt aduse și de învățatul italian Vannoccio Biringuccio (1480–c. 1539).
Astfel, în lucrarea intitulată Pirotechnia (1540), descrie unele procedee tehnice, legate de dezargintarea minereurilor de cupru argentifere, de călirea oțelului, de carbonizare a lemnului.
Cercetătorul german Andreas Libavius (1555 - 1616), în lucrarea Alchemia e dispersis passim optimorum auctorum collecta ("Alchimie adunată de la cei mai buni autori de pretutindeni", 1597), descrie majoritatea substanțelor cunoscute în acea epocă și pe cele sintetizate de el însuși, cum ar fi:
- clorură de staniu(IV) SnCl4 (spiritus fumans)
- sulfat de amoniu (NH4)2SO4 (spiritus urinæ).

Scrierea sa este un adevărat manual de chimie, Libavius putând fi considerat unul dintre întemeietorii acestei științe.
Prin lucrarea sa, Miraculum mundi ("Minunea lumii"), chimistul german Johann Rudolf Glauber (1604 - 1670) poate fi considerat unul dintre precursorii chimiei preparative.
Acesta a sintetizat numeroși compuși anorganici, ca de exemplu acidul clorhidric și sulfatul de sodiu.
Acesta din urmă va fi numit ulterior Sal Glauberi ("Sarea lui Glauber") sau Sal mirabilis ("sarea minunată").
De asemenea, Glauber a mai elaborat numeroase rețete, utilizate și în prezent, pentru prepararea sticlei, a unor coloranți minerali și silitrei.
Alchimistul german Hennig Brandt (c. 1630 – c. 1710), în 1669, încercând să obțină piatra filozofală, a calcinat reziduul de la evaporarea urinii în absența aerului și a obținut o substanța care luminează luminescentă, pe care a numit-o foc rece, fosforul alb de mai târziu.
Acest procedeu de obținere a fosforului a fost îmbunătățit apoi de Johann Kunckel von Löwenstern (1630 - 1703).

### Van Helmont
Învățatul flamand Jan Baptista van Helmont (1577? - 1644) sintetizând anumite substanțe, a cântărit masele reactanților și ale produșilor de reacție.
Astfel, în 1648, apare postum lucrarea sa, Ortus medicinae, în care pe lângă descrierea a numeroase experiențe, apare și o formulare a legii conservării masei.
Această lucrare a exercitat o puternică influență asupra lui Robert Boyle, deci van Helmont poate fi considerat un deschizător de drumuri în descoperirea acestei legi fundamentale a chimiei.
Van Helmont a studiat fermentațiile și a observat că acestea se datorează unor substanțe, pe care le-a numit fermenți și astfel poate fi considerat unul dintre întemeietorii enzimologiei.
Deși în domeniul fiziologiei a aplicat concepții filozofice idealiste și era un alchimist convins cu privire la transformarea metalelor în aur, van Helmont poate fi considerat unul dintre precursorii chimiei experimentale.

### Robert Boyle

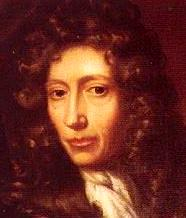
Robert Boyle a combătut definitiv dogmele înaintașilor și a deschis calea chimiei moderne

În celebra lucrare The Sceptical Chemist ("Chimistul sceptic") apărută în 1661, chimistul și filozoful englez Robert Boyle (1627 - 1691) delimitează net chimia de alchimie și marchează începutul chimiei moderne.
Lucrarea combate concepțiile retrograde ale peripateticienilor (care susțineau că la baza alcătuirii Universului se află doar aerul, apa, focul și pământul) și ale alchimiștilor (care considerau că toate lucrurile din natură au în compoziție doar principiile alchimiste sare, mercur și sulf).
Mergând mai departe Boyle definește pentru prima dată conceptul de element chimic, ca fiind orice substanță care nu poate fi descompusă prin mijloace chimice obișnuite.
E drept că aplicarea în practică a acestei definiții s-a dovedit a fi ineficientă, deoarece aerul, nefiind descompus până atunci, era considerat element.
Alchimiștii credeau că, prin reacția cu sulfat de cupru, fierul poate fi transformat în cupru și că nu ar fi nevoie decât de o substanță cu puteri deosebite ("magice") ca un metal să poată fi tranformat în aur.
Boyle a dovedit că această transformare chimică nu are nimic magic, fiind doar o dublă substituție.
Boyle a contribuit de asemenea la dezvoltarea sintezei și analizei chimice calitative.
Astfel, a utilizat pentru prima dată indicatorii de culoare (cum ar fi hârtia de turnesol) pentru identificarea acizilor și a bazelor.
A sintetizat unele combinații anorganice, cum ar fi clorura de stibiu.
Studiind calcinarea metalelor, prin încălzirea îndelungată a acestora în retorte de sticlă închise etanș, Boyle observă că masa acestora crește în urma procesului.
Ajunge la concluzia eronată că la masa metalului se adaugă elementul caloric, care ar avea însușirile unei substanțe.
Ulterior demonstrează că, în absența aerului, nu numai viața, dar nici arderile nu pot avea loc.
Deduce că în aer există:

"...o chintesență vitală care servește la reîmprospătarea și refacerea spiritelor noastre vitale."

Abia cu un secol mai târziu, Lavoisier va descoperi oxigenul.
Cu toate erorile sale, cum ar fi ineficiența definiției elementului chimic și interpretarea idealistă a calcinării metalelor, va rămâne semnficativ rolul jucat de Boyle în evoluția chimiei ca știință experimentală, eliberată de concepțiile idealiste ale alchimiei.

## Perioada flogisticului
Această perioadă debutează la sfârșitul secolului al XVII-lea, când alchimia intră complet în declin, și durează aproape un secol, când sunt formulate primele legi științifice ale chimiei.
Necesitatea optimizării proceselor metalurgice, cum ar fi prelucrarea minereurilor în cuptoare și furnale, impunea elaborarea unei explicații științifice a arderii.
Alchimistul german Johann Joachim Becher (1635 - 1682), în lucrarea Physica subterranea ("Fizica subterană"), considera că arderea unei substanțe se datorează prezenței în aceasta a unui pământ inflamabil.
Discipolul său, chimistul Georg Ernst Stahl (1659 - 1734), elaborează în 1697 teoria flogisticului în care susține punctul de vedere al lui Becher, fără a face apel la studii experimentale și mai ales fără a ține seama de observațiile predecesorilor săi, Roger Bacon, Leonardo da Vinci și Robert Boyle.
Teoria flogisticului susținea existența unui fluid imaginar, numit flogistic, care se afla în substanțele inflamabile și care se "pierdea" prin ardere.
Și alți chimiști renumiți au crezut în existența acestui fluid: Joseph Priestley, Henry Cavendish, Carl Wilhelm Scheele.
Verificările experimentale au dovedit contrariul.
La cântărirea retortelor cu metalul supus calcinării, s-a observat că substanța rezultată are masa mai mare.
Atunci s-a emis ipoteza că masa flogisticului ar fi "negativă" ajungându-se la erori logice și mai grave.
Deși a fost falsă, meritul teoriei flogisticului este acela de a fi impulsionat cercetările care au condus, în secolul al XVIII-lea, la descoperirea unor gaze importante ca: hidrogen, oxigen, azot, clor, dioxid de carbon.
Deși a interpretat greșit arderea, Stahl a pus în evidență două fenomene chimice antagoniste, oxidarea și reducerea, care sunt reversibile, adică se poate trece de la unul la celălalt doar prin schimbarea condițiilor în care are loc procesul chimic respectiv.
Din acest moment teoria existenței pietrei filozofale este abandonată.
Astfel chimia se eliberează definitiv de concepțiile neștiințifice ale alchimiei.
Descoperirea oxigenului de Carl Wilhelm Scheele în 1773 și independent de Joseph Priestley în 1774 și utilizarea acestuia de către Lavoisier în experimente demonstrează rolul acestui gaz în arderea substanțelor și infirmă definitiv teoria flogisticului.

## Chimia modernă

### Legile fundamentale ale chimiei

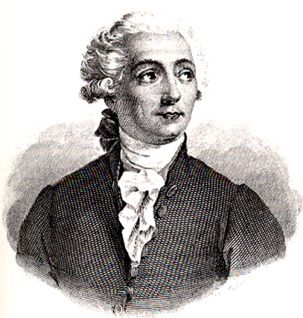
Antoine Lavoisier, cel care recunoscând rolul oxigenului în procesul de ardere dă o lovitură decisivă teoriei flogisticului, fiind considerat părintele chimiei moderne.

Perioada modernă a evoluției chimiei începe cu momentul enunțării legii conservării masei.
În 1774, efectuând un experiment prin care mercurului era calcinat într-o retortă de sticlă, chimistul francez Antoine Lavoisier (1743 - 1794) confirmă experimental această lege.
Aceasta fusese formulată încă din 1748 de către enciclopedistul rus Mihail Lomonosov (1711 - 1765).
Lomonosov contrazice teoria flogisticului subliniind că metalele sunt elemente chimice și nu substanțe compuse.
Eroarea acestuia a constat în faptul că a presupus că reacția metalelor are loc cu aerul, care pe atunci era considerat element chimic.
Pe lângă legea conservării maselor, în dezvoltarea chimiei ca știință un rol important l-a jucat mecanica newtoniană.
Astfel, chimiștii din jurul anului 1800, în frunte cu englezul John Dalton (1766 - 1844) și Claude Louis Berthollet (1748 - 1822) susțineau că între particulele care reacționează chimic între ele s-ar exercita o atracție, pe care au numit-o afinitate chimică, și care ar fi analoagă atracției gravitaționale dintre corpurile cerești.
Berthollet a numit-o masă chimică.
Tot în această perioadă au fost descoperite și alte legi fundamentale ale chimiei, ca: legea proporțiilor definite, descoperită de Joseph Proust în 1797, legea proporțiilor multiple, descoperită de John Dalton în 1803 și legea volumelor constante desoperită de Joseph Louis Gay-Lussac în 1808.
În 1803, Dalton formulează teoria atomică modernă.
Aceasta menține caracterul indivizibil și imuabil al atomului, cum se formulase în antichitate, numai că a transformat ipoteza filozofică a atomismului antic într-o teorie științifică.

### Electrochimia
Lucrarea lui Luigi Galvani (1737 - 1798) intitulată De Viribus Electricitatis in Motu Musculari Commentarius și apărută în 1791 poate fi considerată actul de naștere al electrochimiei.
Inventarea pilei electrice, în 1800, de către Alessandro Volta, (1745 - 1827) a dovedit că electricitatea poate fi creată și pe cale chimică.
Sir Humphry Davy (1778 - 1829) explică mecanismul generării acesteia sugerând faptul că metalele au activitate chimică diferită.
Ulterior în 1888, Walther Nernst (1864 - 1941) va elabora teoria forței electromotoare a celulei voltaice, iar Svante Arrhenius studiază conductibilitatea electroliților.
În 1800, William Nicholson (1753 - 1815) și Johann Wilhelm Ritter (1776 - 1810) obțin hidrogenul și oxigenul prin electroliză.
Experimentele lui Michael Faraday (1791 - 1867) din 1832 au condus la elaborarea legilor electrolizei, care ulterior îi vor purta numele.
În 1839, William Grove (1811 - 1896) realizează prima pila decombustie, reprezentând un mod mult mai eficace de transformare a energiei chimice în energie electrică.
În 1909, fizicianul american Robert Andrews Millikan (1868 - 1953) determină experimental sarcina electrică a electronului.
În 1923, Johannes Nicolaus Brønsted (1879 - 1947) și Martin Lowry (1874 - 1936) elaborează teoria electrochimică a acizilor și a bazelor.
În a doua jumătate a secolului al XX-lea apare și se devoltă electrochimia cuantică, rezultat al cercetărilor savantului gruzin Revaz Dogonadze (1931 - 1985) și ale colaboratorilor săi.

### Sistemul periodic al elementelor

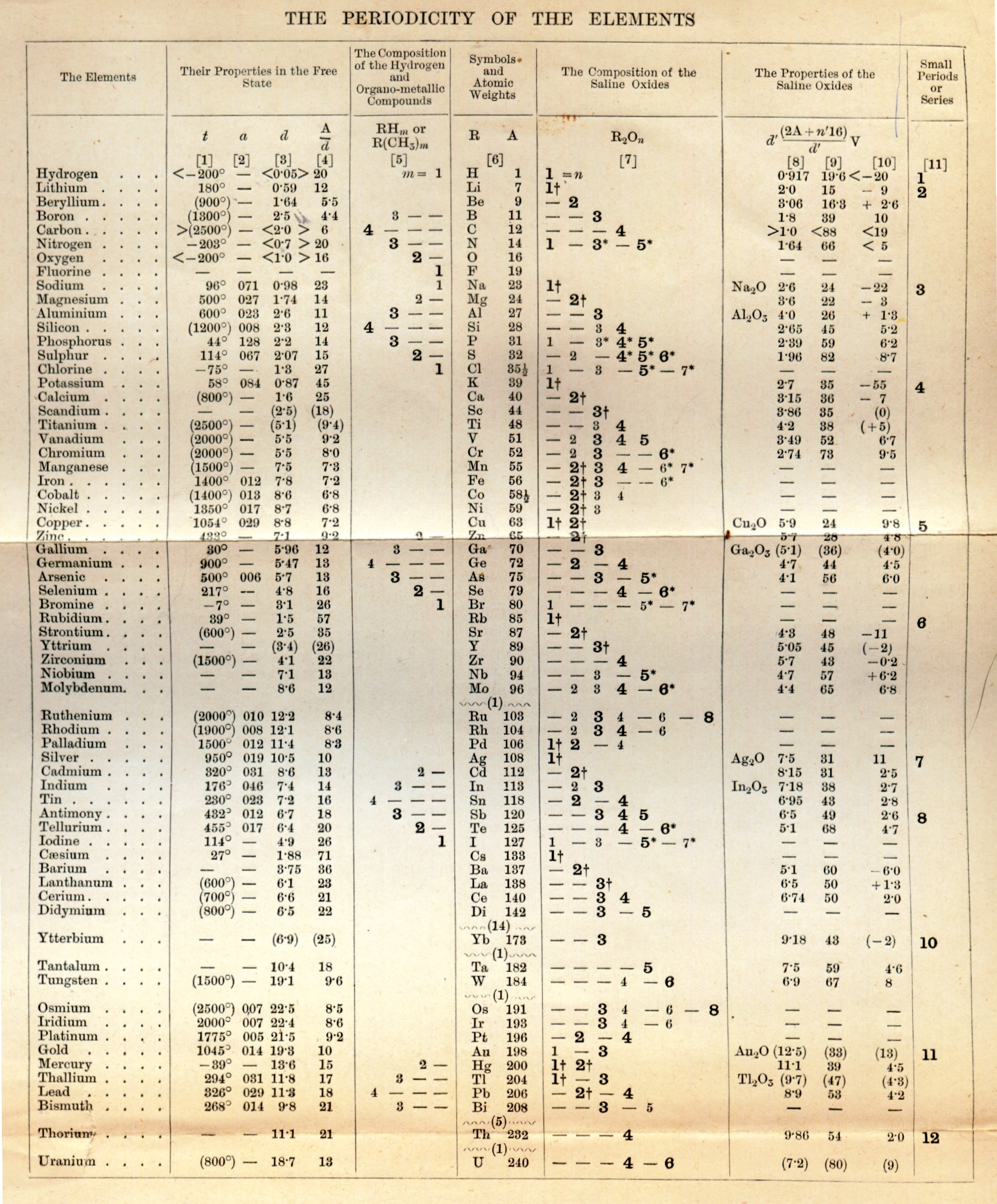
Tabelul lui Mendeleev, așa cum apare în lucrarea Principiile chimiei, tradusă în engleză în 1891

La sfârșitul secolului al XVIII-lea și începutul secolului al XIX-lea se descoperă un număr mare de elemente chimice, dintre care:
- 1766: hidrogen (Henry Cavendish)
- 1771: oxigen (Carl Wilhelm Scheele)
- 1772: azot (Daniel Rutherford)
- 1774: clor (Carl Wilhelm Scheele)
- 1807: potasiu, sodiu (Humphry Davy)
- 1808: calciu (Humphry Davy)
- 1825: aluminiu (Hans Christian Ørsted).

În 1869, chimistul rus Dimitri Mendeleev (1834 - 1907) formulează legea periodicității proprietăților elementelor chimice.
Bazându-se pe aceasta , întocmește clasificarea elementelor, cunoscută mai ales sub numele de sistemul periodic al elementelor.
Realizând acest tabel, Mendeleev corectează masele atomice eronate ale unor elemente și anticipează existența altor elemente necunoscute în acea epocă (de exemplu: galiu, germaniu, scandiu, poloniu).

### Chimia organică

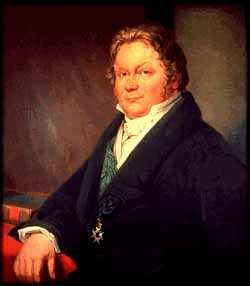
Jöns Jakob Berzelius, renumit chimist și mineralog, unul dintre fondatorii chimiei moderne

Marele chimist suedez Jöns Jakob Berzelius (1779 - 1848) a descoperit unele elemente chimice (printre care: siliciu, zirconiu, titan, seleniu), a elaborat numeroase metode de analiză și a folosit pentru prima dată simbolurile elementelor chimice.
Lucrarea sa, Manual de chimie (apărută în opt volume în perioada 1808 - 1830) poate fi considerată primul tratat de chimie organică din lume.
Berzelius considera că substanțele organice iau naștere sub acțiunea unei forțe necunoscute, pe care a numit-o forță vitală ("vis vitalis") și care există numai în organismele vii.
Concepția vitalistă este infirmată de chimistul german Friedrich Wöhler (1800 - 1882) care reușește să obțină în laborator acidul oxalic în 1824 și ureea în 1828.
Seria sintezelor organice continuă.
Chimistul german Adolph Wilhelm Hermann Kolbe (1818 - 1884) sintetizează acidul acetic în 1845, iar Berthellot acetilena în 1862.
Chimistul rus Aleksandr Butlerov (1828 - 1886) obține: iodura de metilen, trioximetilenul, urotropina.
Toate aceste descoperiri au relevat faptul că nu există nicio forță vitală, că toate procesele chimice se supun acelorași legi

### Stereochimia
Pasteur a observat în 1849 că sărurile acidului tartric produc rotația luminii polarizate, fiind astfel considerat fondatorul stereochimiei.
Un fenomen similar este observat, încă din 1815, de către fizicianul francez Jean-Baptiste Biot (1774 - 1862) studiază polarizarea luminii.
În 1874, chimistul olandez Jacobus Henricus van 't Hoff (1852 - 1911) și francezul Joseph Le Bel (1847–1930) explică acest efect optic prin modul de aranjare spațială a atomilor de carbon.
Noțiunea de valență, introdusă în 1853 de chimistul englez Edward Frankland (1825 - 1899), este definită de către italianul Stanislao Cannizzaro (1826 - 1910) în 1858, iar în 1860, la Congresul de la Karlsruhe, această definiție a fost acceptată de toți oamenii de știință.
Semnalând în 1858 tetravalența atomului de carbon, chimistul german Friedrich August Kekulé von Stradonitz (1829 - 1896) dezvoltă teoria valenței și ajunge la concluzia că cele mai mici componente ale moleculelor sunt atomii, nu radicalii liberi.
În același an, chimistul scoțian Archibald Scott Couper (1831 - 1891) dezvoltă acest concept arătând că atomii de carbon se pot uni între ei formând catene care stau la baza unor molecule cu structură complexă.
În 1861, Butlerov susține, la Congresul Medicilor și Naturaliștilor Germani din Speyer, că proprietățile unei substanțe nu depind numai compoziția sa chimică (adică de felul și numărul atomilor din moleculele substanței respective), ci și de formula structurală (adică de modul în care atomii din molecule sunt uniți între ei).
Pentru a descrie aceasta proprietate, Berzelius introduce conceptul de izomerie.

### Biochimia

Structura ADN-ului

Biochimia își are originile în chimia organică, dar debutează ca știință de sine-stătătoare atunci când, în 1833, chimistul francez Anselme Payen (1795 - 1871) descoperă prima enzimă, numită astăzi amilază.
În 1896, chimistul german Eduard Buchner (1860 – 1917) explică mecanismul fermentației alcoolice.
Un alt eveniment important îl constituie descoperirea genei și a rolului jucat de aceasta în transferul informației celulare, când asistăm la apariția unui domeniu nou, biologia moleculară.
În a doua jumătate a secolului al XX-lea, James D. Watson, Francis Crick, Rosalind Franklin și Maurice Wilkins determină structura ADN-ului.

### Chimia cuantică
În 1838, Michael Faraday (1791 - 1867) descoperă radiația catodică, ceea ce conduce la studiul particulelor elementare.
Fizicianul german Ludwig Boltzmann (1844 - 1906) sugerează posibilitatea ca energia unui sistem fizic să fie discretă, ceea ce îl determină pe Max Planck (1858 - 1947) să formuleze, în 1900, ipoteza cuantică.
În 1927, fizicianul și chimistul american Robert S. Mulliken (1896 - 1986) împreună cu fizicianul german Friedrich Hund (1896 - 1997) elaborează teoria orbitalului molecular.
Americanul John C. Slater (1900 - 1976) introduce, în 1930, un model matematic bazat pe funcții exponențiale pentru descrierea orbitalului atomic.
Chimistul american Linus Pauling (1901 - 1994) se remarcă prin aplicarea mecanicii cuantice în chimie.
Descoperirile sale au condus savanții britanici la determinarea structurii de dublă elice a moleculei de ADN.

### Chimia nucleară
Descoperirea, în 1895, a razelor X de către Wilhelm Conrad Röntgen (1845 - 1923) și, un an mai târziu, a radioactivității uraniului de către Antoine Henri Becquerel (1852 - 1908), ca ulterior soții Marie (1867 - 1934) și Pierre Curie (1859 - 1906) să descopere noi elemente radioactive, toate acestea deschid un nou domeniu de cercetare.
Prima reacție nucleară a fost efectuată în 1919 de către fizicianul englez Ernest Rutherford (1871 - 1937) care a efectuat bombardarea nucleelor atomice de azot cu helioni, obținând protoni și nuclee de izotopi ai oxigenului.
Compatriotul său, James Chadwick (1891 - 1974), în 1932, prin bombardarea nucleelor de beriliu cu helioni, obține nuclee de carbon și neutroni.
În 1938, chimistul german Otto Hahn (1879 - 1968) demonstrează fenomenul de fisiune nucleară a uraniului.

## Vezi și
- Cronologia chimiei
- Istoria descoperirii elementelor chimice
- Istoria tabelului periodic